# Shafiga Mammadova
Shafiga Mammadova (en azerí: Şəfiqə Məmmədova) es la actriz de cine y de teatro de Azerbaiyán, pedagoga, diputada de la Asamblea Nacional de la República de Azerbaiyán, Presidente de la Unión de Cineastas de Azerbaiyán y Artista del Pueblo de la RSS de Azerbaiyán.

## Biografía
Shafiga Mammadova nació el 30 de marzo de 1945 en Derbent. En 1968 se graduó de la Universidad Estatal de Cultura y Arte de Azerbaiyán. Desde 1968 trabajó en el Teatro Académico Estatal de Drama de Azerbaiyán. También enseñó en la Universidad Estatal de Cultura y Arte de Azerbaiyán desde 1980. En los años 1995-2000 fue diputada de la Asamblea Nacional de la República de Azerbaiyán. Shafiga Mammadova fue galardonada con la Orden Shohrat en 2000 y la Orden Sharaf en 2013. En 2012 fue designada como presidente de la Unión de Cineastas de Azerbaiyán. En 2015 se le concedió el Diploma de Honor de Presidente por su contribución al desarrollo de la cultura de Azerbaiyán.

## Filmografía
- 1966 – “La chica morena”
- 1969 – “Nuestro professor Cabish”
- 1975 – “Dede Gorgud”
- 1976 – “Valor de la felicidad”
- 1977 – “El cumpleaños”
- 1977 – “Hacia volcán”
- 1979 – “La investigación”
- 2002 – “Hasan Seyidbeyli”

## Premios y títulos
- Artista de Honor de la RSS de Azerbaiyán (1974)
- Premio Estatal de la RSS de Azerbaiyán (1980)
- Premio Estatal de la Unión Soviética (1981)
- Artista del Pueblo de la RSS de Azerbaiyán (1982)
- Orden Shohrat (2000)
- Orden Sharaf (2013)
- Diploma de Honor de Presidente (2015)